# Ходод (комуна)
Ходод (рум. Hodod) — комуна у повіті Сату-Маре в Румунії. До складу комуни входять такі села (дані про населення за 2002 рік):
- Джуртелеку-Хододулуй (816 осіб)
- Лелей (662 особи)
- Надішу-Хододулуй (809 осіб)
- Ходод (912 осіб) — адміністративний центр комуни

Комуна розташована на відстані 406 км на північний захід від Бухареста, 44 км на південь від Сату-Маре, 82 км на північний захід від Клуж-Напоки.

## Населення
За даними перепису населення 2002 року у комуні проживали 3199 осіб.
Національний склад населення комуни:
| Національність | Кількість осіб | Відсоток |
| -------------- | -------------- | -------- |
| угорці         | 2166           | 67,7%    |
| румуни         | 907            | 28,4%    |
| цигани         | 79             | 2,5%     |
| німці          | 46             | 1,4%     |

Рідною мовою назвали:
| Мова      | Кількість осіб | Відсоток |
| --------- | -------------- | -------- |
| угорська  | 2171           | 67,9%    |
| румунська | 901            | 28,2%    |
| циганська | 78             | 2,4%     |
| німецька  | 48             | 1,5%     |

Склад населення комуни за віросповіданням:
| Релігія                                       | Кількість осіб | Відсоток |
| --------------------------------------------- | -------------- | -------- |
| реформати                                     | 1928           | 60,3%    |
| православні                                   | 882            | 27,6%    |
| баптисти                                      | 252            | 7,9%     |
| п'ятдесятники                                 | 55             | 1,7%     |
| римо-католики                                 | 27             | 0,8%     |
| адвентисти                                    | 18             | 0,6%     |
| лютерани (Синодально-пресвітеріанська церква) | 15             | 0,5%     |
| греко-католики                                | 12             | 0,4%     |
| не релігійні                                  | 6              | 0,2%     |
| унітарії                                      | 1              | < 0,1%   |
| лютерани (Аугсбурзького сповідання)           | 1              | < 0,1%   |
| не вказали релігію                            | 1              | < 0,1%   |